# Crioa nycterina
Crioa nycterina är en fjärilsart som beskrevs av Turner 1902. Crioa nycterina ingår i släktet Crioa och familjen nattflyn. Inga underarter finns listade i Catalogue of Life.